# Моріока Сігеру
Сігеру Моріока (яп. 森岡 茂, нар. 12 серпня 1973, Одзу) — японський футболіст, що грав на позиції півзахисника. По завершенні ігрової кар'єри — футбольний тренер. Наразі очолює тренерський штаб команди «Осака».

## Клубна кар'єра
Народився 12 серпня 1973 року в місті Одзу. Грав у футбол у Вищій школі Явата.
У дорослому футболі дебютував 1992 року виступами за команду «Гамба Осака», в якій провів сім сезонів, взявши участь у 129 матчах чемпіонату.  Більшість часу, проведеного у складі «Гамби», був основним гравцем команди.
У сезоні 1999 року виступав за «Кіото Санга», після чого два роки грав за «Віссел» (Кобе), а 2002 року повернувся до клубу «Гамба Осака». Цього разу відіграв за команду з Осаки наступні чотири сезони своєї ігрової кар'єри, проте основним гравцем не був.
На завершенні кар'рєри протягом 2006—2007 років захищав кольори аматорського клубу «Бандітонче», після чого ще виходив на поле у складі «Осаки», де працював граючим тренером.

## Виступи за збірну
1996 року захищав кольори олімпійської збірної Японії на Олімпійських іграх 1996 року в Атланті, де японці не змогли вийти з групи.
2000 року зіграв свій перший та єдиний матч у складі національної збірної Японії. Протягом кар'єри у національній команді, яка тривала усього 1 рік, провів у формі головної команди країни 1 матч.

## Кар'єра тренера
З 2008 року очолює «Осаку», де в перші роки був граючим тренером. Наразі досвід тренерської роботи обмежується цим клубом, в якому Сігеру Моріока працює і досі.

## Статистика
| Чемпіонат | Чемпіонат       | Чемпіонат        | Ліга | Ліга | Кубок            | Кубок            | Кубок ліги      | Кубок ліги      | Всього | Всього |
| Сезон     | Клуб            | Ліга             | Ігри | Голи | Ігри             | Голи             | Ігри            | Голи            | Ігри   | Голи   |
| Японія    | Японія          | Японія           | Ліга | Ліга | Кубок Імператора | Кубок Імператора | Кубок Джей-ліги | Кубок Джей-ліги | Всього | Всього |
| --------- | --------------- | ---------------- | ---- | ---- | ---------------- | ---------------- | --------------- | --------------- | ------ | ------ |
| 1992      | «Гамба Осака»   | Джей-ліга        | -    | -    | 0                | 0                | 0               | 0               | 0      | 0      |
| 1993      | «Гамба Осака»   | Джей-ліга        | 1    | 0    | 0                | 0                | 0               | 0               | 1      | 0      |
| 1994      | «Гамба Осака»   | Джей-ліга        | 26   | 4    | 4                | 2                | 3               | 1               | 33     | 7      |
| 1995      | «Гамба Осака»   | Джей-ліга        | 45   | 5    | 0                | 0                | -               | -               | 45     | 5      |
| 1996      | «Гамба Осака»   | Джей-ліга        | 16   | 1    | 0                | 0                | 9               | 1               | 25     | 2      |
| 1997      | «Гамба Осака»   | Джей-ліга        | 28   | 5    | 1                | 0                | 0               | 0               | 29     | 5      |
| 1998      | «Гамба Осака»   | Джей-ліга        | 13   | 0    | 1                | 0                | 0               | 0               | 14     | 0      |
| 1999      | «Кіото Санга»   | Джей-ліга        | 15   | 2    | 0                | 0                | 3               | 1               | 18     | 3      |
| 2000      | «Віссел» (Кобе) | Джей-ліга        | 13   | 2    | 0                | 0                | 2               | 0               | 15     | 2      |
| 2001      | «Віссел» (Кобе) | Джей-ліга        | 5    | 0    | 0                | 0                | 0               | 0               | 5      | 0      |
| 2002      | «Гамба Осака»   | Джей-ліга        | 21   | 1    | 2                | 0                | 8               | 0               | 31     | 1      |
| 2003      | «Гамба Осака»   | Джей-ліга        | 10   | 0    | 0                | 0                | 2               | 0               | 12     | 0      |
| 2004      | «Гамба Осака»   | Джей-ліга        | 14   | 2    | 2                | 0                | 5               | 1               | 21     | 3      |
| 2005      | «Гамба Осака»   | Джей-ліга        | 3    | 0    | 1                | 0                | 0               | 0               | 4      | 0      |
| 2006      | «Бандітонче»    | Регіональна ліга | 12   | 2    | 4                | 0                | -               | -               | 16     | 2      |
| 2007      | «Бандітонче»    | Регіональна ліга | 13   | 5    | 3                | 0                | -               | -               | 16     | 5      |
| 2008      | «Бандітонче»    | Регіональна ліга | 11   | 2    | -                | -                | -               | -               | 11     | 2      |
| Всього    | Всього          | Всього           | 246  | 31   | 18               | 2                | 32              | 4               | 296    | 37     |